# Вега (Тексас)
Вега (енгл. Vega) град је у америчкој савезној држави Тексас. По попису становништва из 2010. у њему је живело 884 становника.

## Демографија
Према попису становништва из 2010. у граду је живело 884 становника, што је 52 (5,6%) становника мање него 2000. године.
| Група             | 2000.       | 2010.       |
| Белци             | 826 (88,2%) | 769 (87,0%) |
| Афроамериканци    | 9 (1,0%)    | 10 (1,1%)   |
| Азијати           | 2 (0,2%)    | 4 (0,5%)    |
| Хиспаноамериканци | 88 (9,4%)   | 87 (9,8%)   |
| Укупно            | 936         | 884         |